# Académie diocléenne des sciences et des arts
 (janvier 2023).
Si vous disposez d'ouvrages ou d'articles de référence ou si vous connaissez des sites web de qualité traitant du thème abordé ici, merci de compléter l'article en donnant les références utiles à sa vérifiabilité et en les liant à la section « Notes et références ».
L'Académie diocléenne des sciences et des arts (en monténégrin : Dukljanska akademija nauka i umjetnost, DANU) est une institution académique du Monténégro, fondée en 1998.
L'académie tient son nom de l'ancien royaume slave de Dioclée, qui s'étendait sur les actuels territoires du Monténégro et de l'Albanie. Ce n'est pas la seule académie du Monténégro : en effet, l'Académie monténégrine des sciences et des arts représente, elle, l'académie nationale du pays.

## Histoire
L'institution fut fondée en 1998 par des érudits soutenant une vision de l'histoire monténégrine différente de celle de l'Académie monténégrine des sciences et des arts. La création de l'académie diocléenne résulte d'un processus similaire à celui d'autres mouvements souverainistes, comme celui qui détermina la création de l'Église orthodoxe monténégrine, en marge de la Métropole du Monténégro et du littoral (dépendant de l'Église orthodoxe serbe).
Elle attribue les récompenses suivantes :
- Le prix Saint-Vladimir de Duklja, remis tous les deux ans.
- Le prix Sclavorum Regnum, remis dans le domaine des sciences.
- Le prix Lesendro, remis dans le domaine de la littérature monténégrine.
- Le prix Njegoš, remis dans le domaine de la promotion des sciences et des arts monténégrins.

## Membres

### Membres éminents actuels
- Jevrem Brković (en), écrivain et président
- Šerbo Rastoder (en), historien
- Mladen Lompar, écrivain
- Miodrag Perović (en), sculpteur
- Sreten Perović, écrivain
- Vukić Pulević, biologiste
- Danilo Radojević, historien des lettres
- Branko Radojičić, géographe
- Božidar Šekularac, historien
- Vojislav Vulanović, écrivain
- Vojo Stanić, peintre
- Slobodan Backović (en), physicien et politicien.

### Membres éminents passés
- Vojislav Nikčević
- Obren Blagojević, également membre de la CANU, décédé en 2001.
- Božina Ivanović
- Svetlana Kana Radević